# Georgi Koskov
Georgi Koskov is een personage uit de James Bondfilm The Living Daylights (1987). Koskov wordt gespeeld door de Nederlandse acteur Jeroen Krabbé.
Koskov is KGB-officier en komt in beeld bij Bond als hij hem assisteert bij de overloop naar het westen, naar Bratislava. Bond moet voorkomen dat eventuele scherpschutters Koskov neer zullen schieten. Koskov wordt via Oostenrijk naar Engeland gebracht, waar hij M en minister Frederick Gray vertelt dat de nieuwe KGB-leider, generaal Leonid Pushkin, de doctrine van Smertj Sjpionam nieuw leven heeft ingeblazen: hij geeft hun een grote dodenlijst, vol namen van westerse spionnen. Echter blijkt dat de KGB Koskov wil arresteren omdat deze regeringsgeld heeft verduisterd. De KGB arresteert Koskov, die zich eruit probeert te praten, maar generaal Leonid Pushkin stuurt hem terug naar Moskou "in een diplomatenkoffer".